# TT11
| G26 · t · Z4 |

| G26 · t · Z4 |

A TT11 a thébai nekropoliszban Dirá Abu el-Nagában a Nílus nyugati partján Luxorral szemben található. Ez a temetkezési helye az ókori egyiptomi Dzsehutinak, aki a kincstár és a munkálatok felügyelője volt Hatsepszut és III. Thotmesz uralkodása alatt a XVIII. dinasztia idején. Ő irányította az obeliszkek felállítását és a karnaki Amon templom rekonstrukciós munkálatait. Anyját Dediu néven említik sírjának feliratai, amiket már az ókorban megrongáltak, első alkalommal Hatsepszut kartusait törölték a falakról, majd az eretnek uralkodó alatt (Ehnaton) Ámon nevét vakarták ki a feliratokról.
A sír közvetlen közelében található a TT12 (Heri sírja) és  csatlakozik hozzá egy harmadik sír is, a TT399. E sírokon dolgozik 2002 óta egy spanyol régészeti misszió, akik 2008-ban a sír udvarán egy Középbirodalom kori (XI. dinasztia) temetkezést találtak, egy Iker nevű nemes festett fa koporsójával.
2009 elején egy második sírkamrát is felfedeztek Dzsehuti sírjában, melynek falait a Halottak Könyve szövegei díszítik, mennyezetére pedig Nut istennő alakját festették.